# سیارک ۲۵۲۶۴
سیارک ۲۵۲۶۴ (به انگلیسی: 25264 Erickeen، نامگذاری:1998VP16) بیست و پنج هزار و دویست و شصت و چهارمین سیارک کشف شده‌است که در ۱۰ نوامبر ۱۹۹۸ کشف شد.
قدر مطلق سیارک برابر ۱۷.۸ است.